# Mason Mount
Mason Tony Mount, född 10 januari 1999, är en engelsk fotbollsspelare som spelar för Manchester United. Han representerar även Englands landslag.

## Klubbkarriär

### Chelsea
Mount började spela i Chelseas ungdomslag som sexåring och vann både FA Youth Cup och Uefa Youth League under sin tid i ungdomslaget.

#### Lån till Vitesse
Den 24 juli 2017 lånades Mount ut till den nederländska klubben Vitesse över säsongen 2017/2018.

#### Lån till Derby County
Den 17 juli 2018 lånades Mount ut till Derby County på ett ettårslån.

#### Återkomst till Chelsea
Mount började spela i Chelseas A-lag säsongen 2019/2020. Han gjorde mål i sin hemmadebut i Premier League då Chelsea spelade 1–1 mot Leicester City.
Mount tillbringade totalt 18 år i Chelsea och vann under sin tid i A-laget Uefa Champions League, Uefa Super Cup samt klubblags-VM. Han blev utsedd till Chelseas årets spelare säsongerna 2020/2021 och 2021/2022.

### Manchester United
Den 5 juli 2023 värvades Mount av Manchester United, där han skrev på ett femårskontrakt, med en option på ett ytterligare år.

## Landslagskarriär
Mount debuterade för Englands landslag den 7 september 2019 i en 4–0-vinst över Bulgarien, där han blev inbytt i den 67:e minuten mot Jordan Henderson.